# 2008年国家大呼拉尔选举
2008年国家大呼拉尔选举於2008年6月29日在蒙古国舉行。
共有356候選人競選國家大呼拉爾76個席位。根據2008年7月14日公佈的正式結果，至少有39席由執政的蒙古人民黨獲得，而主要反對黨民主黨取得至少25席，另外有10席則可能必須重新計票。